# Drhovy
Drhovy är en ort i Tjeckien.   Den ligger i regionen Mellersta Böhmen, i den centrala delen av landet, 40 km söder om huvudstaden Prag. Drhovy ligger 407 meter över havet och antalet invånare är 229.
Terrängen runt Drhovy är platt västerut, men österut är den kuperad. Terrängen runt Drhovy sluttar österut. Runt Drhovy är det ganska glesbefolkat, med 42 invånare per kvadratkilometer. Närmaste större samhälle är Příbram, 16,8 km väster om Drhovy. I omgivningarna runt Drhovy växer i huvudsak blandskog.